# Seznam českých příjmení, Ň
Toto je seznam českých příjmení začínajících na písmeno Ň. Seznam zahrnuje pouze příjmení s pěti a více mužskými nositeli.
| Příjmení | Počet | Přechýleně | Počet | ORP s největší hustotou |
| -------- | ----- | ---------- | ----- | ----------------------- |
| Ňorek    | 32    | Ňorková    | 24    | Veselí nad Moravou      |
| Ňorba    | 11    | Ňorbová    | 12    | Mladá Boleslav          |
| Ňaňko    | 10    | Ňaňková    | 5     | Otrokovice              |
| Ňuksa    | 9     | Ňuksová    | 8     | Tišnov                  |
| Ňachaj   | 7     | Ňachajová  | 4     | Orlová                  |
| Ňarjaš   | 5     | Ňarjašová  | 1     | Jablonec nad Nisou      |